# Machtlfinger Straße (métro de Munich)
Machtlfinger Straße (en allemand : U-Bahnhof Machtlfinger Straße) est une station de la ligne U3 du métro de Munich. Elle est située, sous la Machtlfinger Straße, dans le quartier Machtlfing de la commune d'Andechs, à proximité de Munich en Allemagne.

## Situation sur le réseau

Plan du métro (2020).

## Histoire
La station ouvre le 28 octobre 1989. Les murs de la voie arrière sont constitués de pieux forés qui ont été laissés rugueux et peints en bordeaux, mais auxquels sont attachés des objets rouges. La conception artistique de ces objets est réalisée par l'artiste munichois Rupprecht Geiger. Il y a quatre objets en deux parties. Le plafond est revêtu de panneaux d'aluminium en forme de baldaquin et auxquels les deux bandes lumineuses sont fixées. La station étant très proche de la surface, il y a deux lucarnes dans le plafond à travers lesquelles la lumière du jour peut pénétrer. Pour une meilleure réflexion, des plaques en acier inoxydable sont intégrées dans la plate-forme en dessous, qui est aménagée avec un motif de galets de l'Isar.

## Services aux voyageurs

### Accès et accueil
À l'extrémité ouest de la plate-forme, des escaliers mécaniques et des escaliers fixes ainsi qu'un ascenseur mènent directement à Machtlfinger Straße. À l'extrémité est, il y a aussi des escaliers mécaniques et des escaliers fixes menant à un sentier qui mène à la Helfenriederstrasse.

### Intermodalité
La station est en liaison avec la ligne de bus 51.